# غريغوريو بيريز
غريغوريو بيريز (بالإسبانية: Gregorio Pérez)‏ (16 يناير 1948 في الأوروغواي - ) هو مدرب كرة قدم ولاعب كرة قدم أوروغواني في مركز الوسط. لعب مع بنيارول.

## وصلات خارجية
- غريغوريو بيريز على موقع قاعدة بيانات كرة القدم.إي يو (الإنجليزية)